# 荘禧帝姫
荘禧帝姫（そうきていき、1042年6月27日 - 1043年9月29日）は、北宋の仁宗の五女。

## 経歴
御侍馮氏（後に始平郡君・賢妃となった）の長女として生まれた。慶暦2年6月2日（1042年6月27日）に生まれ、慶暦3年8月18日（1043年9月29日）に夭折した。鄆国公主の位を追贈され、祖母の章懿太后の陵に従葬された。
嘉祐4年（1059年）12月に魏国公主の位を再追贈された。治平元年（1064年）6月、再従兄の英宗から呉国長公主の位を再追贈された。元符3年（1100年）3月、徽宗から楚国大長公主の位を再追贈された。政和4年（1114年）12月、荘禧大長帝姫の位を再追贈された。

## 伝記資料
- 『故鄆国公主石記文』：公主、今皇帝之息女、母曰御侍馮氏。以慶暦二年六月二日生、三年八月十八日卒。火於奉先佛舎。初宮闈叢慶薦啓紡塼之吉、而公主於諸女行第五、韶穎明秀、瓊膚紺髪、真天人之相。方且詔有司條西漢之制、以疏脂沐、酌開元之典、以錫嘉號、制未及下、雨淫遘厲、奄至不淑。宸扆眷悼、乃有鄆国之贈。国朝之故、自帝子下逮諸宗室、凡未封爵而殤、雖追貴一品、不專舉仗衛。及是、燕恭恵王之鹵簿將陪葬於永熙、故公主從焉。載以軿車、大鴻臚持節護行、以甲申孟夏癸卯藏于荘懿太后之陵域、不封樹、從舊制也。臣某載筆以司宗譜承詔撰、著得詳録云。謹記。
- 『宋会要輯稿』：楚国大長公主、慶暦三年八月薨、追封鄆国。嘉佑四年十二月追封魏国。治平元年六月追封呉国長公主。元符三年三月改封楚国大長公主。政和四年十二月改封荘禧大長帝姫。